# Alonso Sánchez de Huelva
Alonso Sánchez de Huelva – hipotetyczny XVI-wieczny żeglarz i handlarz urodzony w Huelva w Hiszpanii. Zgodnie z zapiskami niektórych kronikarzy miał dopłynąć do Ameryki przed Krzysztofem Kolumbem. 

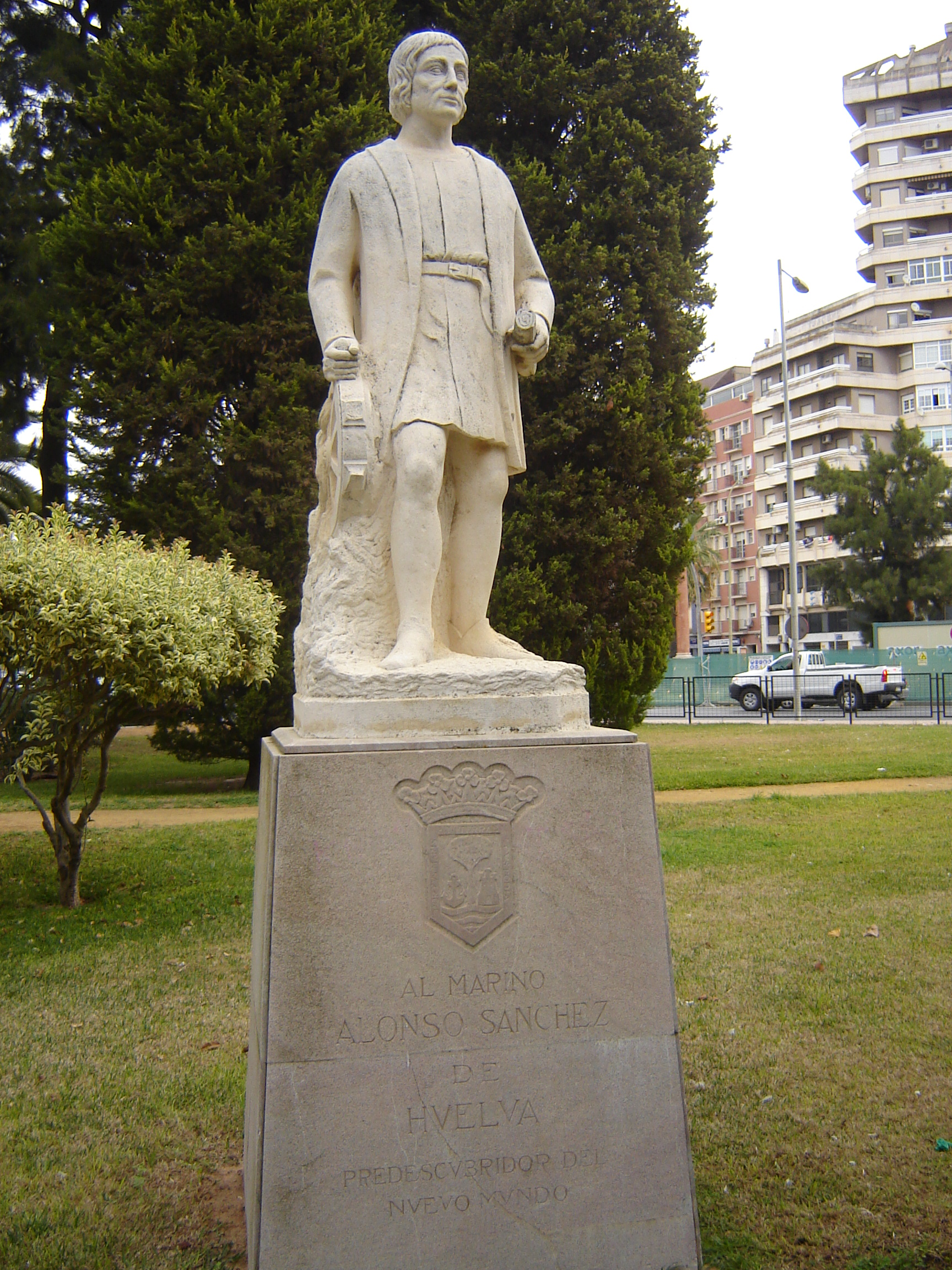
Pomnik de Huelvy w Huelva

## Historia
Nie istnieją bezpośrednie dowody na rzeczywiste istnienie de Huelvy, które pochodziłyby z jego czasów. Wszystkie relacje na jego temat pochodzą z późniejszych czasów, co prowadzi do przeświadczenia, jakoby była to postać fikcyjna, stworzona czy to na skutek legendy, czy dla dyskredytacji Krzysztofa Kolumba. Po raz pierwszy wzmiankuje rzekomego odkrywcę Inca Garcilasso de la Vega (1539-1616). Jego wyprawę opisuje m.in. w swoim traktacie O Inkach uwagi prawdziwe opublikowanym w 1609 roku. Datuje ją tam na rok 1484, stwierdzając, że Alonso prowadził handel trójstronny pomiędzy Maderą, Hiszpanią i Wyspami Kanaryjskimi i że został zniesiony na jedną z wysp obszaru Ameryk. Nawigator miał opisać swoje przeżycia i przekazać je Krzysztofowi Kolumbowi tuż przed swoją śmiercią, uznając genueńczyka za wielkiego pilota i kosmografa.

## Upamiętnienie
W mieście Huelva znajduje się poświęcony odkrywcy pomnik, jak również szkoła i park jego imienia.